# Thawatchai Junpaea
Thawatchai Junpaea (thailändisch ธวัชชัย จันทร์แป๊ะ, * 19. September 2000) ist ein thailändischer Fußballspieler.

## Karriere
Thawatchai Junpaea steht seit 2019 beim Ranong United FC unter Vertrag. Der Verein aus Ranong, einer Stadt in der Provinz Ranong in der Südregion von Thailand, spielte in der dritten Liga, der Thai League 3, in der Lower Region. 2019 wurde er mit dem Verein Vizemeister und stieg somit in die zweite Liga auf.

## Erfolge
Ranong United FC
- Thai League 3 – Lower Region: 2019 (Vizemeister)  ▲